# Шеллас Гайндман
Шеллас Гайндман (англ. Schellas Hyndman; нар. 4 листопада 1951, Макао) — американський футболіст, що грав на позиції півзахисника. Більш відомий як футбольний тренер, зокрема за роботою в клубі MLS «Даллас».

## Біографія
Шеллас Гайндман народився в Макао в сім'ї батька-португальця та матері франко-російського походження. У віці 8 років разом із родиною він перебрався до США. У 1969—1972 роках Гайндман навчався в Університеті Східного Іллінойсу, та грав у складі університетської футбольної команди «Істерн Іллінойс Пантерс». У 1973 році він закінчив університет, та отримав диплом бакалавра фізичного виховання. У 1974—1975 році навчався в магістратурі Університету штату в Мюрреї в штаті Канзас, та одночасно тренував університетську футбольну команду «Мюррей Стейт Рейсерс». У 1975 році він грав у професійній футбольній команді Американської футбольної ліги «Цинциннаті Кометс», після чого рік провів у Бразилії, де викладав у школі, та тренувався з футбольним клубом «Сан-Паулу».
У 1977 році Гайндман повернувся до США, та очолив університетську команду Університету Східного Іллінойсу «Істерн Іллінойс Пантерс», з якою працював до кінця 1983 року. У 1984 році Шеллас Гайндман очолив футбольну команду Південного методистського університету «СМЮ Мустангс», в якому працював до 2008 року.
У 2008 році Шеллас Гайндман очолив клуб MLS «Даллас». У 2010 році клуб уперше з 2007 року вийшов до стадії плей-оф, та пробився до фіналу Кубка МЛС, де команда поступилася «Колорадо Репідз», а Гайндман був визнаний тренером сезону МЛС. У 2013 році Гайндман покинув пост головного тренера «Далласа».
У 2015 році Шеллас Гайндман очолив футбольну команду Університету Гранд-Каньйон «Гранд-Каньйон Антілоупс», з якою працював до 2021 року, після чого тренерською діяльністю не займався.

## Особисте життя
Шеллас Гайндман одружений, та має 3 дітей. Його внук, Емерсон Гайндман, також став футболістом.